# Швейцарские часы
Швейца́рские часы́ (нем. Schweizer Uhr, фр. Montre suisse, итал. Orologio svizzero, англ. Swiss watch) — торговый знак, определённый швейцарским законом 232.119 (рус.), в котором даётся не только определение термина «Швейцарские часы», но и правила использования маркировок «Swiss Made» (Сделано в Швейцарии), «Swiss» (Швейцарский), «Swiss movement» (Швейцарский часовой механизм) и других. Часы могут считаться швейцарскими только при соблюдении следующих требований: если их механизм произведён в Швейцарии; механизм был встроен в часовой корпус на территории Швейцарии; механизм часов прошёл окончательную проверку на территории Швейцарии. Для того, чтобы механизм часов имел право наименоваться швейцарским, необходимо, чтобы он был собран в Швейцарии, был проверен швейцарским производителем, стоимость швейцарских деталей в часовом механизме составляла не менее 50%.

## История возникновения
Мастера часового дела появились в Швейцарии из-за религиозного противостояния протестантов и католиков во Франции. В XVI веке Франция занимала ведущую позицию в мировой часовой индустрии, здесь изобретались и производились часы самого лучшего качества. Однако, так сложилось, что большинство часовщиков, механиков и ювелиров являлись протестантами. Поэтому, когда начались религиозные войны, многие из них стали эмигрировать в другие страны, в том числе в соседнюю Швейцарию, где им давали убежище. Таким образом, уже к концу XVI века Швейцария стала одним из центров производства часов.
В 1601 году в Женеве часовые мастера создали цех часовщиков и впервые ввели обязательные правила маркирования своей продукции, а также утвердили процедуру обучения часовому ремеслу для того, чтобы четко определить, кого можно считать часовым мастером. В XVIII веке конкуренция часовщиков в Женеве стала очень сильной, и многие мастера стали переезжать в соседний кантон Невшатель. В нём действовали другие правила маркировки часов, не такие, как в Женеве, но все же каждый мастер, как правило, указывал на часах, кроме своего имени, еще и место производства.

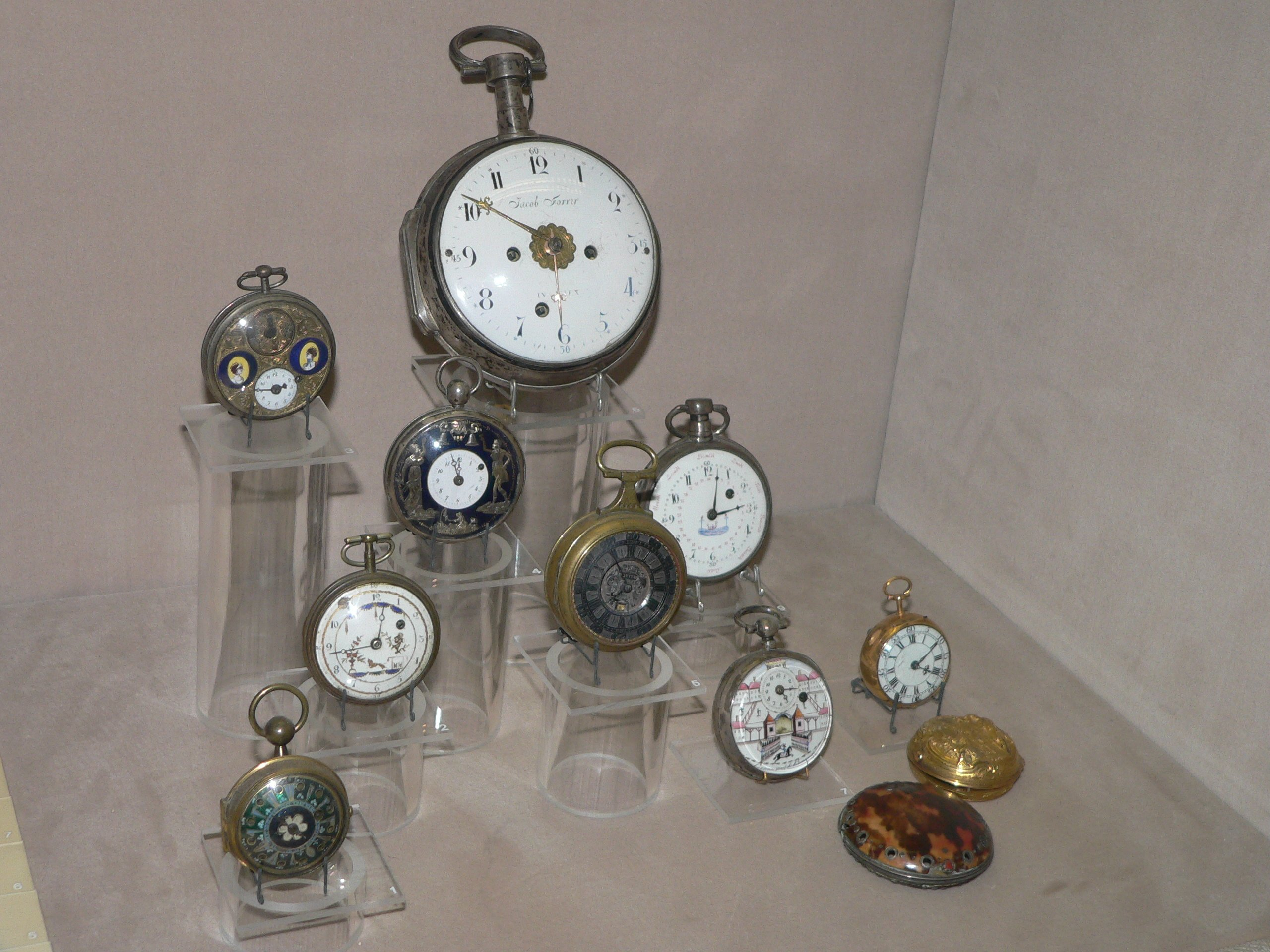
Швейцарские часы XVIII-XX вв., Музей искусства и истории, Невшатель, Швейцария

В XIX веке в США началось производство недорогих часов в больших количествах. В отличие от Швейцарской часовой промышленности в США часы производили на больших механизированных мануфактурах, используя унифицированные детали, что и позволяло значительно снизить стоимость часов. Швейцарские часовщики решили не бороться с американскими производителями их способом, а пойти своим путём. С этого момента по всему миру начинается массовая рекламная кампания, которая акцентировала внимание на качестве и точности часов, произведенных в Швейцарии. Это позволило швейцарской часовой промышленности сохранить лидирующие позиции на мировом рынке часов. Однако, возникла необходимость в особой маркировке, которая позволила бы однозначно выделять швейцарские часы среди остальных часов. Иногда для этих целей использовали маркировку «Хронометр», которая должна была символизировать точность швейцарских часов.
Учитывая большой спрос, как среди производителей часов, так и среди покупателей, правительство Швейцарии в 1880 году издает федеральный закон о защите торговых знаков. 16 апреля 1880 года считается рождением маркировки «Swiss Made», так как в этот день многие компании зарегистрировали в Берне свои торговые знаки согласно новому закону. Поскольку в это время все ещё продолжалась конкурентная борьба с США, маркировка «Swiss Made» появилась именно на английском языке.
23 декабря 1971 года Федеральный совет пересмотрел существовавшее законодательство и утвердил новый закон 232.119 (рус.), в котором дается определение торговому знаку «Swiss Watch» (Швейцарские часы), а также устанавливаются условия, при выполнении которых производитель может наносить на часы маркировку «Swiss Made». На 2016 год действующей является редакция закона от 1992 года.

## Маркировки, используемые на швейцарских часах
Маркировка «Swiss Made», наносимая на часы, говорит о том, что часы произведены в Швейцарии. Однако, многие известные часовые бренды и так полностью производятся в Швейцарии для того, чтобы гарантировать полное соблюдение всех технологических стандартов, и одним только своим авторитетом гарантируют швейцарское происхождение часов. Поэтому они считают ненужным использование маркировки «Swiss Made». Вместо нее на часах этих брендов можно найти другие маркировки, которые проставляются независимыми организациями после удачного прохождения часами контроля качества. Такими маркировками могут являться: 
- Geneve — произведено в Швейцарии на территории кантона Женева.
- Qualite Fleurier (Качество Флерье[англ.]) — часы прошли тест качества организации Fleurier Quality Foundation.
- COSC — часы имеют сертификат качества организации Contrôle Officiel Suisse des Chronomètres[англ.][7].

## Защита торгового знака

Федерация швейцарской часовой промышленности

Защита торгового знака «Швейцарские часы» является одной из задач Федерации швейцарской часовой промышленности. Поскольку производители поддельных швейцарских часов наносят большой ущерб часовой промышленности, Федерация последовательно борется за соблюдение закона о торговом знаке, прямо на сайте Федерации можно сообщить (англ.) об известных фактах продажи и производства поддельных часов. Кроме этого Федерация проводит политику ужесточения требований к праву использования маркировки «Swiss Made». С конца XX века начала складываться практика замены дорогих швейцарских деталей китайскими, это может послужить тому, что бренд «Швейцарские часы» будет серьезно дискредитирован, поэтому большинство из 500 членов Федерации выступают за увеличение доли швейцарских деталей в «Швейцарских часах».
Швейцарскими таможенными правилами запрещен ввоз в страну поддельных часов, все выявленные подделки должны быть немедленно изъяты и уничтожены.

## Продвижение торгового знака
В 2014 году механические часы были включены Федеральным Советом Швейцарии в перечень из восьми традиций швейцарцев как кандидаты для включения в список нематериального культурного наследия человечества ЮНЕСКО.

### Выставки часов
- Baselworld — крупнейшая в мире международная выставка часов и ювелирных изделий, на которой представляются все мировые новинки часового искусства. Проводится ежегодно на севере Швейцарии в городе Базель. В 2016 году выставку посетило 145000 человек, включая 4400 журналистов из 70 стран[12][13].
- SIHH[фр.] (Salon international de la haute horlogerie) — ежегодная международная выставка часов, которая проходит в Женеве каждый январь и длится одну неделю. В 2017 году выставку посетило 16000 человек, включая 1200 журналистов[14][15].

## Значение для экономики Швейцарии
Часовая промышленность Швейцарии составляет 1,5% ВВП и находится на третьем месте среди экспортирующих отраслей. В стоимостном выражении Швейцария находится на первом месте в мире по экспорту часов. Также существует большой внутренний рынок, ориентированный прежде всего на туристов. Во многих странах, например, в Китае, Индии, России имидж Швейцарии как страны-производителя очень высок, что позволяет Швейцарским производителям добавлять к стоимости своих товаров в среднем 40%, а в сегменте часов класса «люкс» - до 100%.